# Sudlersville, Maryland
Sudlersville, Maryland (енгл. Sudlersville) град је у америчкој савезној држави Мериленд.

## Демографија
По попису из 2010. године број становника је 497, што је 106 (27,1%) становника више него 2000. године.
| Група             | 2000.       | 2010.       |
| Белци             | 358 (91,6%) | 403 (81,1%) |
| Афроамериканци    | 18 (4,6%)   | 34 (6,8%)   |
| Азијати           | 0 (0,0%)    | 1 (0,2%)    |
| Хиспаноамериканци | 7 (1,8%)    | 37 (7,4%)   |
| Укупно            | 391         | 497         |